# قوچ‌پلنگ
قوچ‌پلنگ نام روستایی نیمه‌سنگی از توابع بخش فرح‌دشت شهرستان کاشمر در استان خراسان رضوی است. این روستا در دهستان رزق‌آباد قرار دارد و برپایه سرشماری سال ۱۳۹۵ جمعیت آن ۸۶۱ نفر (۲۴۳ خانوار) است.

## اماکن تاریخی، آثار باستانی و جهانگردی
- بافت سنگی روستا
- درخت قدیمی قوچ‌پلنگ
- سد قوچ‌پلنگ
- گورستان قوچ‌پلنگ

## نگارخانه

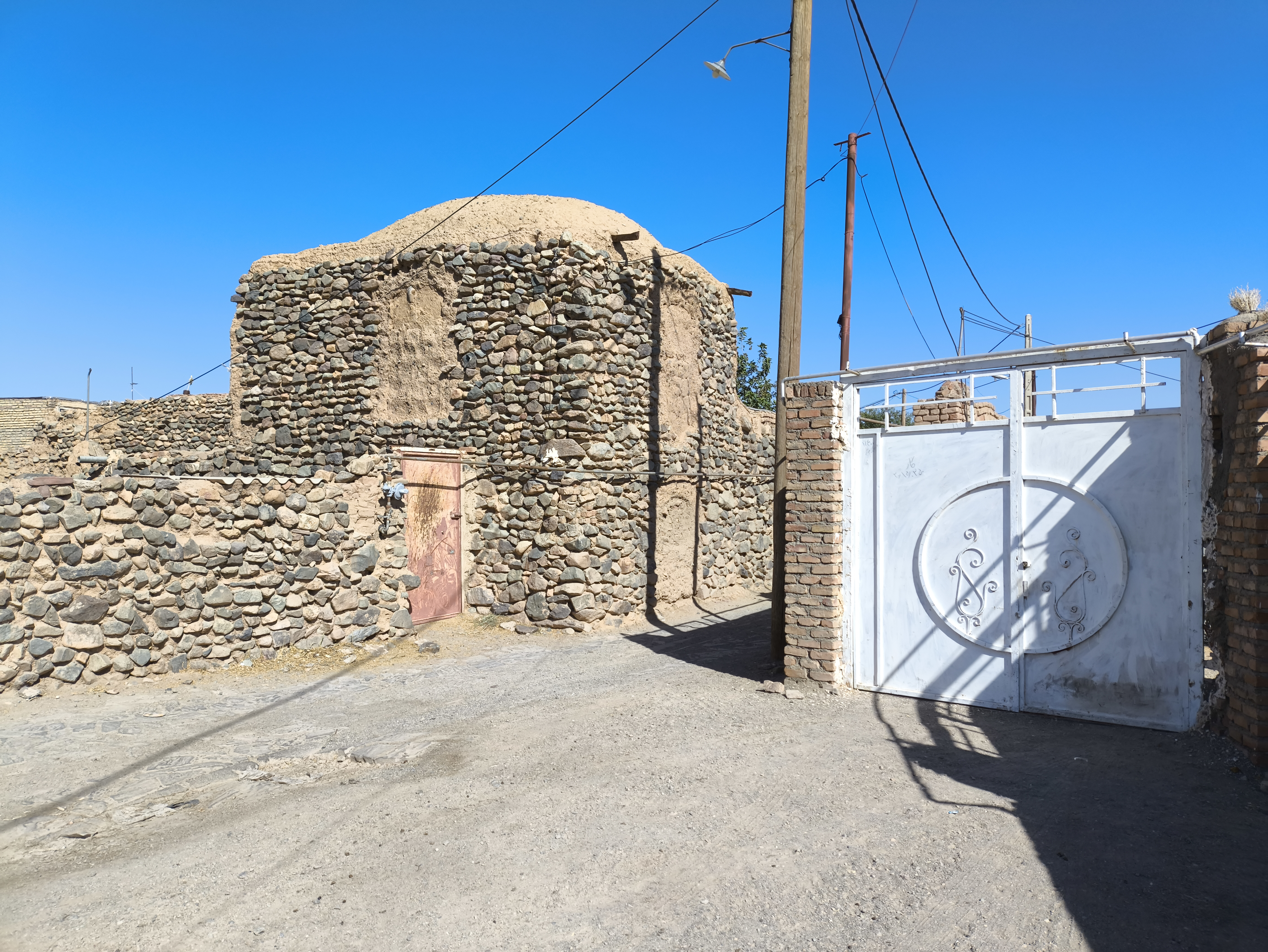
بافت روستا
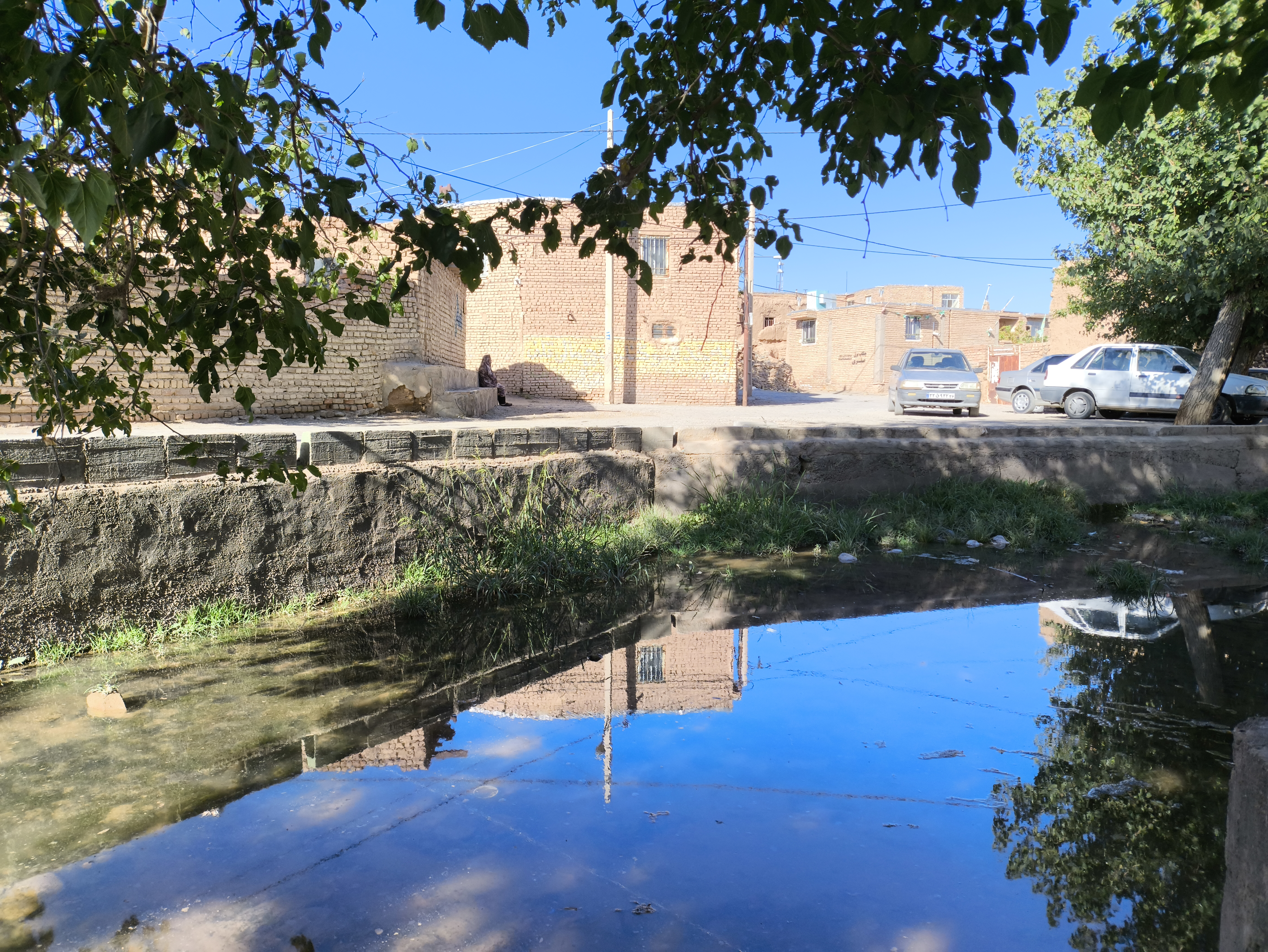
بافت روستا
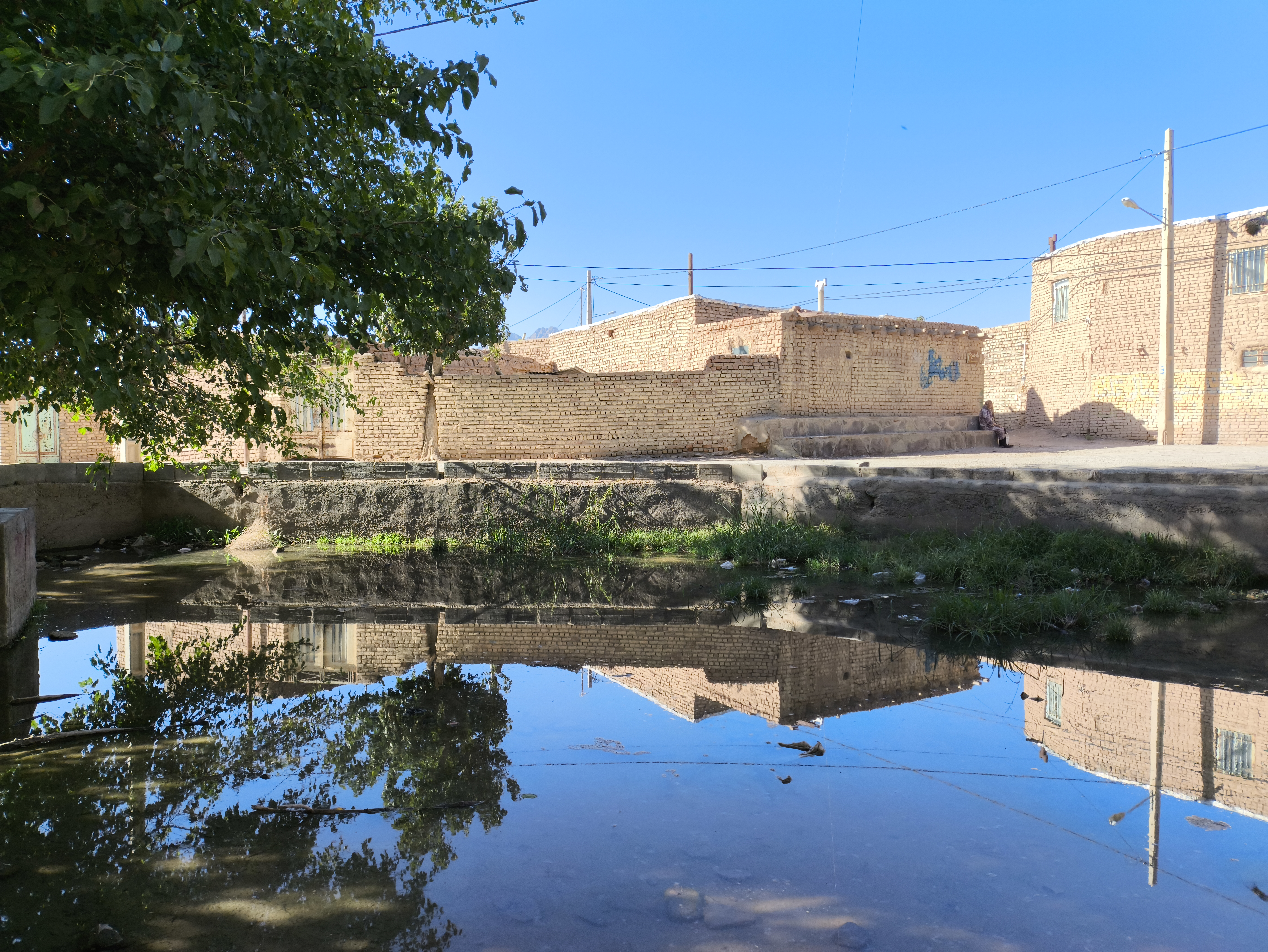
بافت روستا
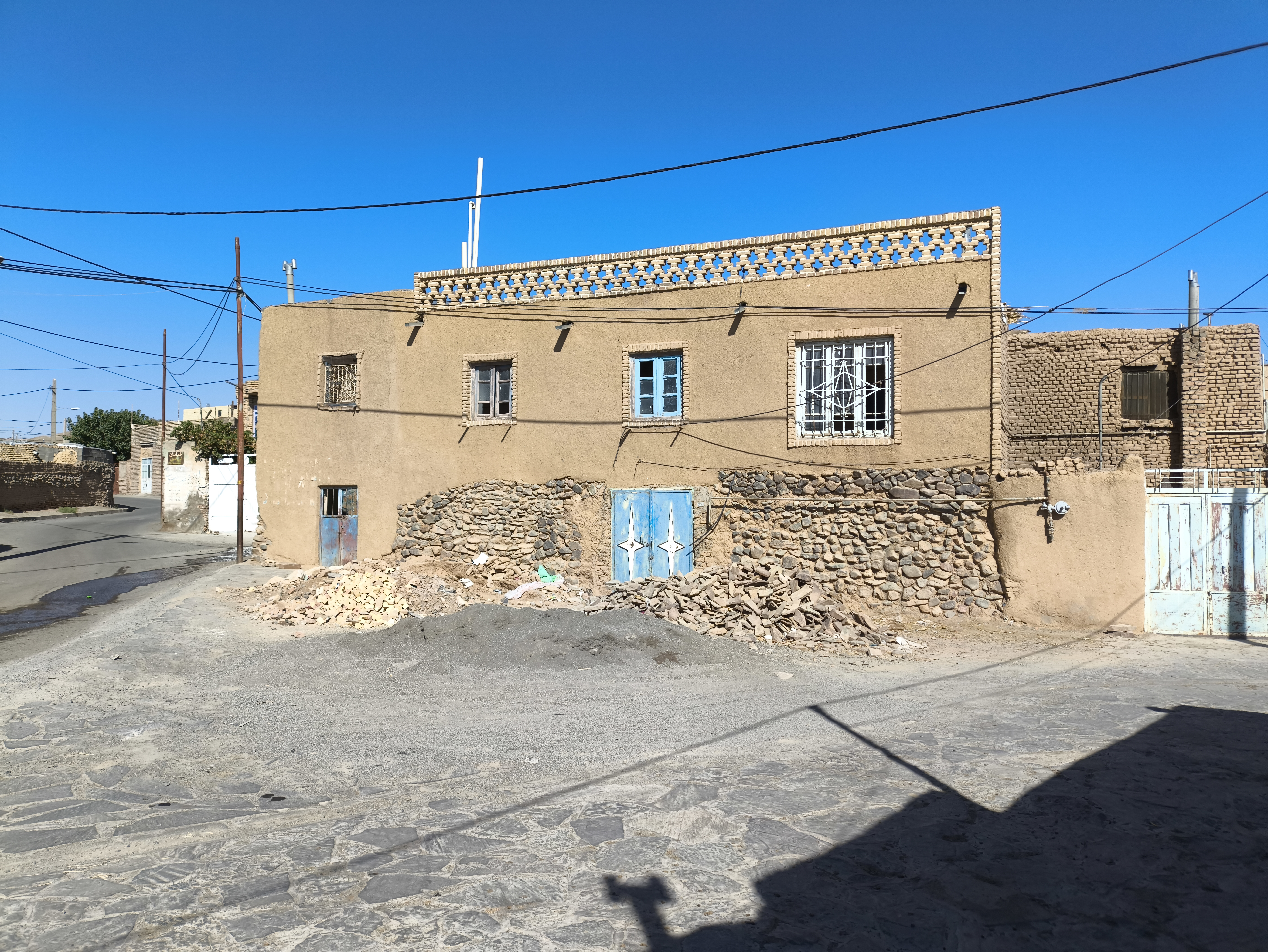
بافت روستا
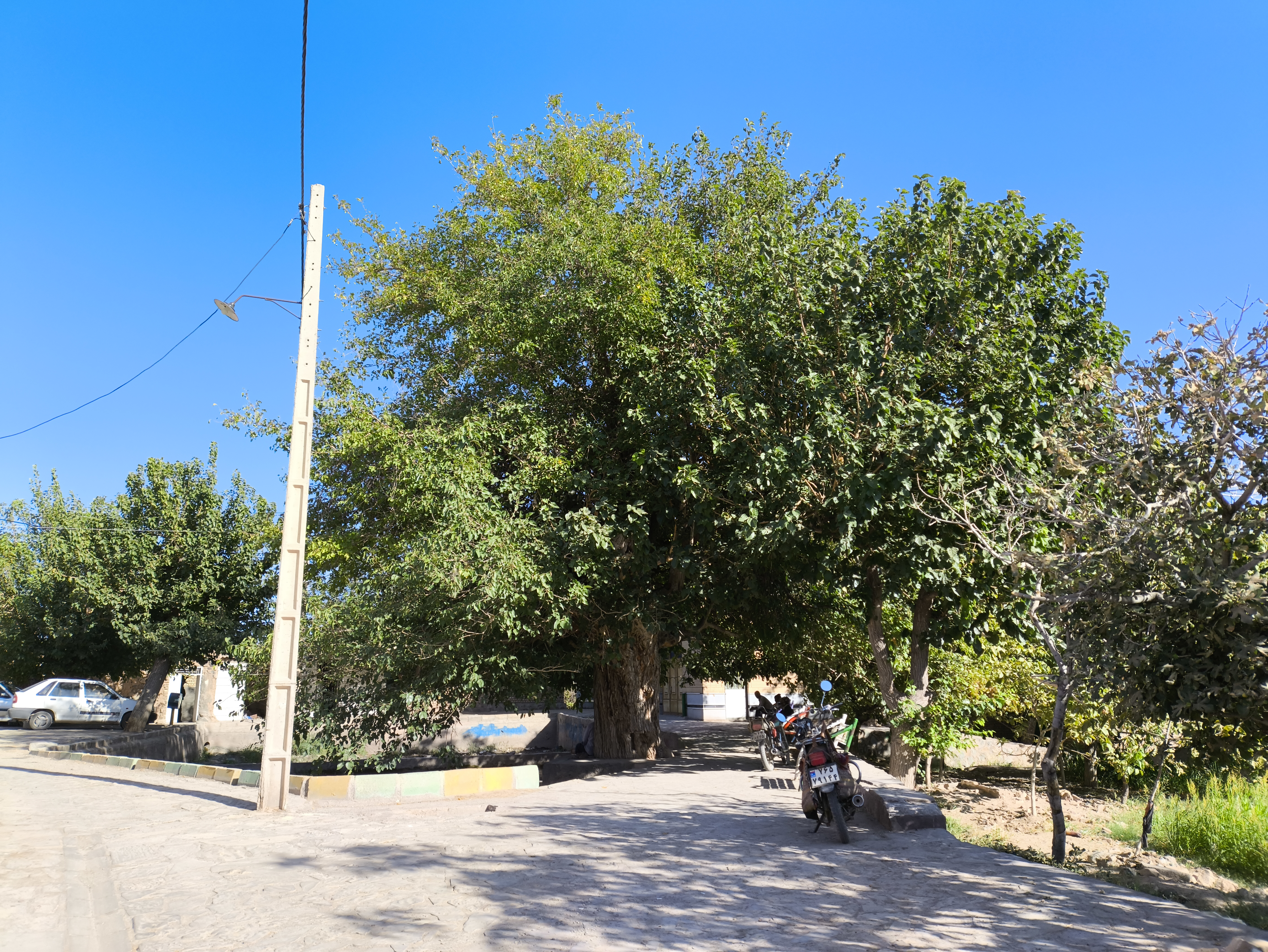
درخت قدیمی قوچ‌پلنگ
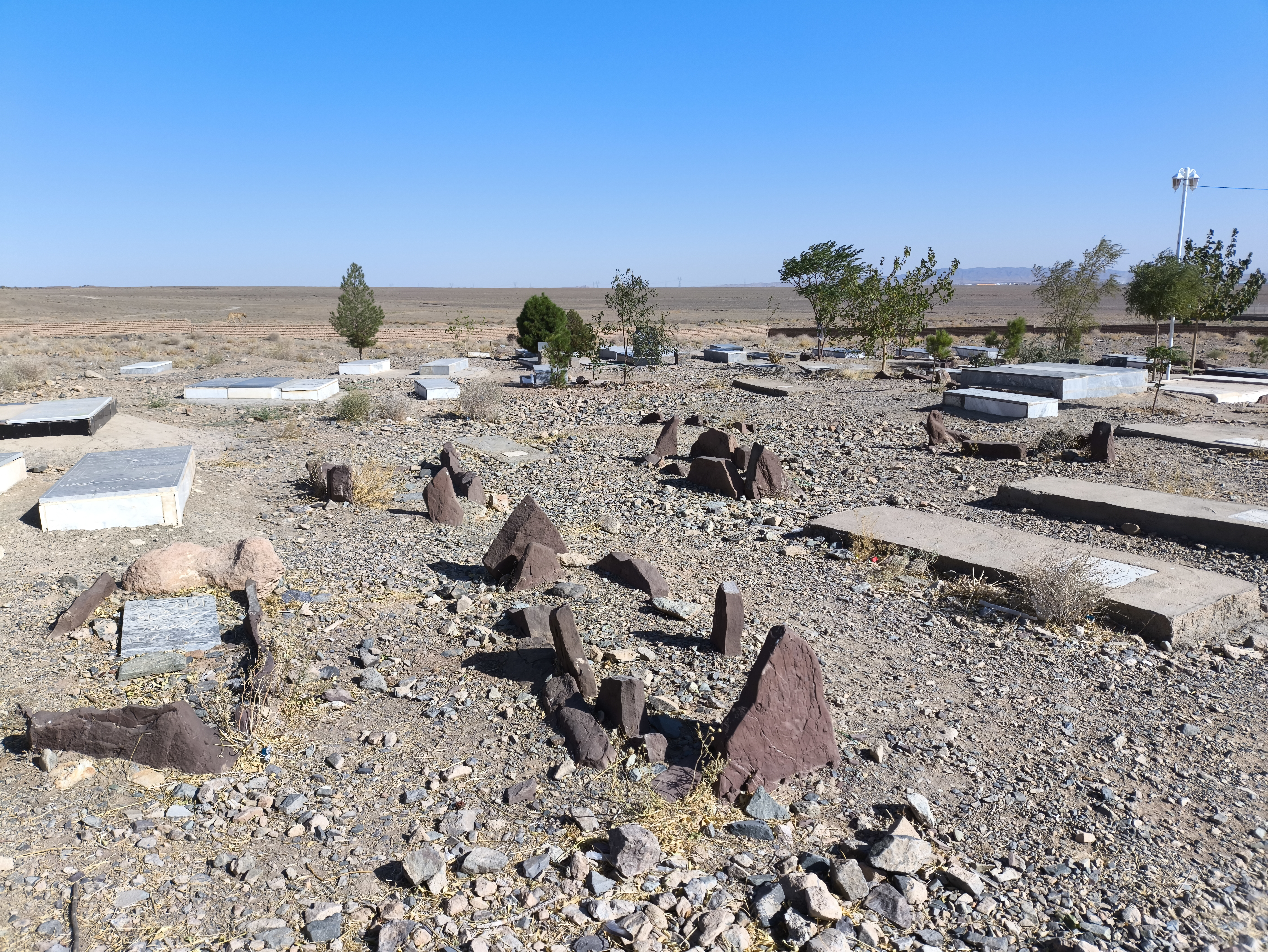
گورستان قوچ‌پلنگ
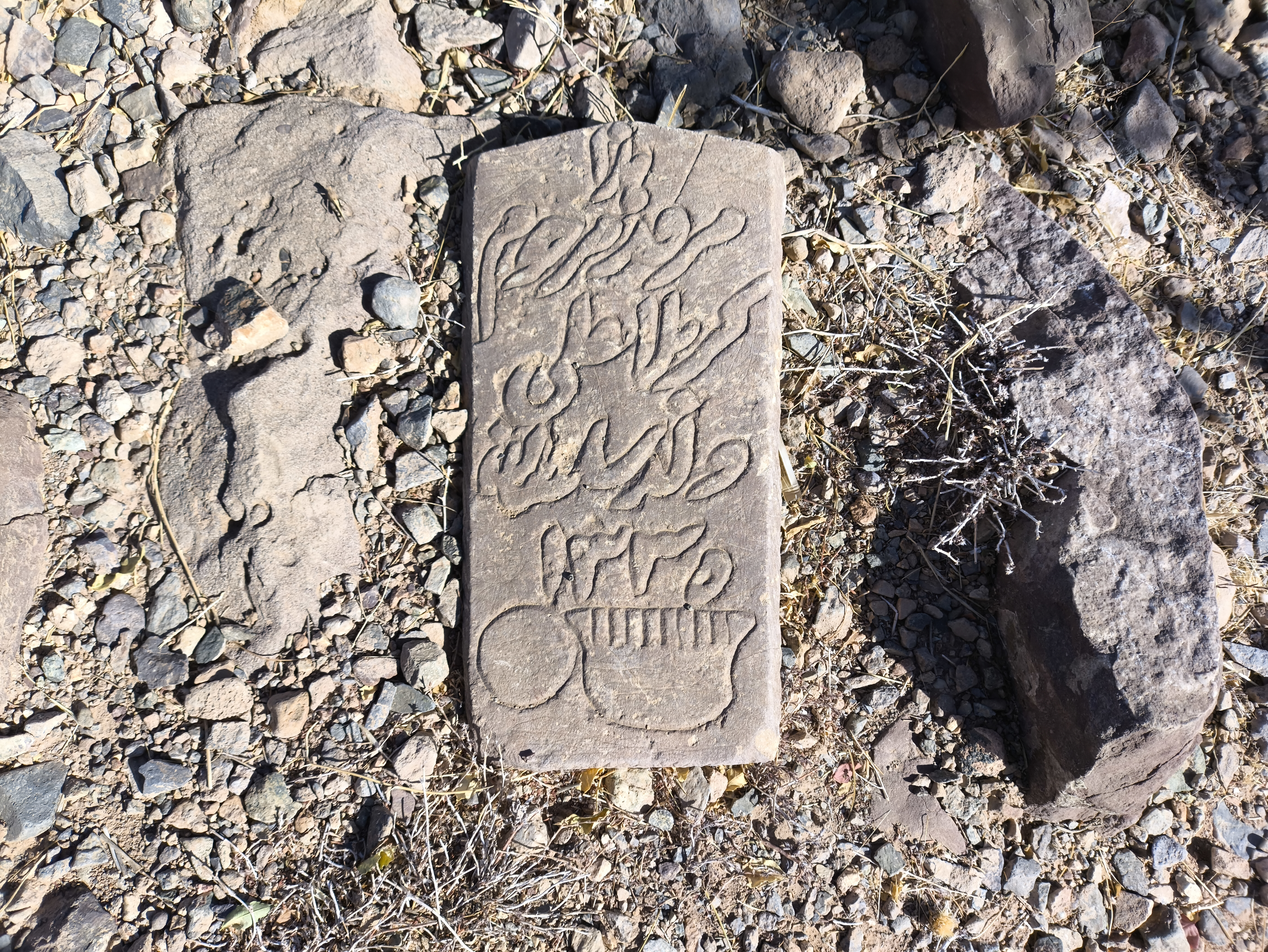
گورستان قوچ‌پلنگ
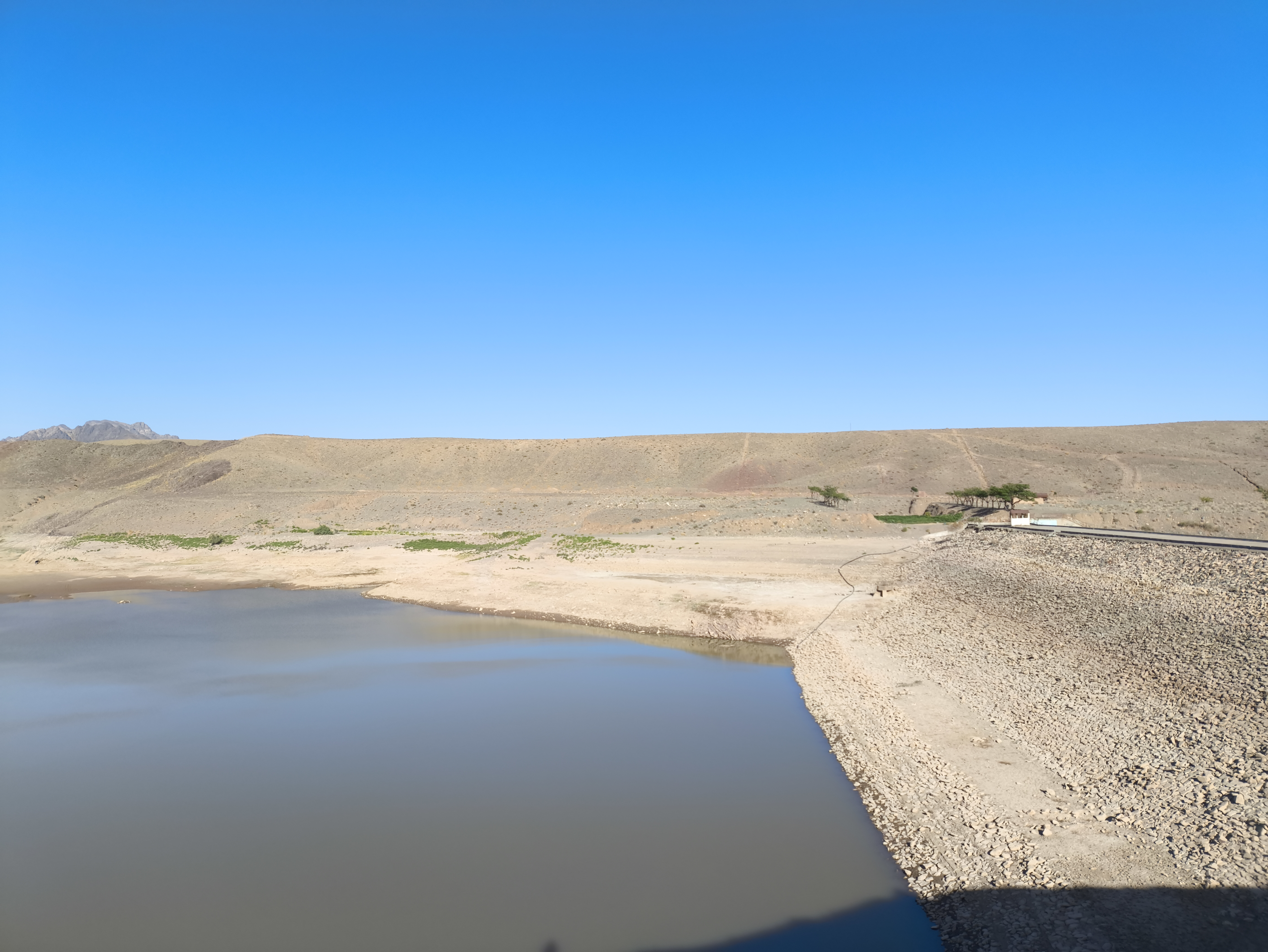
سد قوچ‌پلنگ